# George Veditz
George Veditz, de son vrai nom George William Veditz (13 août 1861, Baltimore - 12 mars 1937, Colorado Springs) est un pionnier américain de la cause des sourds. Il a été président de la National Association of the Deaf et l'un des premiers réalisateurs de film en langue des signes.

## Biographie

### Jeunesse
Fils d'immigrants allemands, il est scolarisé à l'âge de cinq ans dans une école bilingue et parle couramment l'allemand et l'anglais avant de devenir sourd à l'âge de huit ans à la suite d'une scarlatine. Il entre ensuite en 1875 dans une école spécialisée pour les sourds, à la Maryland School for the Deaf. Il poursuit ensuite ses études au Collège Gallaudet, auparavant appelé « Collège national pour les sourds-muets » et qui sera renommé en 1893 le collège Gallaudet, puis deviendra l'Université Gallaudet.

### Carrière d'enseignant
Après l'obtention de son diplôme au Collège Gallaudet en 1884, George commence à travailler comme enseignant à la Maryland School for the Deaf. En 1888, il accepte un poste au Colorado School for the Deaf, où il travaille comme enseignant pendant dix-sept ans. Durant son séjour au Colorado, il crée en 1889 l'association des anciens élèves du Collège Gallaudet et en 1904 l'association des sourds du Colorado.

### Président de l'association nationale des sourds

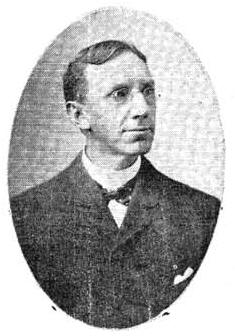
George Veditz vers 1911

En 1904, George devient président de la National Association of the Deaf (NAD), poste auquel il est réélu en 1907. Sa plus grande préoccupation est la préservation de la langue des signes, qu'il considère menacée par le développement de l'oralisme dans les écoles. Le cinéma devenant populaire, il organise le financement par la NAD de films enregistrant des discours en langue des signes.
En août 1913, George traduit, lors d'un congrès de la NAD à Cleveland, une lettre du président Woodrow Wilson qui avait écrit et envoyé à George Veditz.

### Décès
George meurt en 1937, à l'âge de 75 ans.